# Sono cose che capitano
Sono cose che capitano è il primo album in studio del cantautore italiano Biagio Antonacci, pubblicato il 12 giugno 1989 dalla Philips Records.

## Descrizione
Prodotto da Ron, Massimo Luca e Vince Tempera, tutti i brani sono interamente scritti dallo stesso Antonacci ad eccezione del brano Voglio vivere in un attimo del 1988 e dell'omonimo Sono cose che capitano (entrambi scritti insieme a Ron).
Gran parte dell'album è stato registrato presso lo studio di registrazione L'isola di Milano, fatta eccezione per i brani Ti prenderò ballando (registrato allo studio One di Garlasco), Briciola (registrato allo studio Star Dust di Milano), Voglio vivere in un attimo e Fiore, gli ultimi due registrati negli studi Fonit Cetra di Milano.

## Tracce
Testi e musiche di Biagio Antonacci, eccetto dove indicato; edizioni musicali Polygram Dischi S.p.A..
1. Che fretta c'è – 4:11
2. Le mie donne – 3:46
3. Ci vediamo venerdì – 4:01
4. Ti prenderò ballando – 3:41
5. Lady – 3:33
6. Voglio vivere in un attimo – 4:23 (Biagio Antonacci, Ron; edizioni musicali Polygram Dischi S.p.A., Assist srl)
7. Briciola – 3:52
8. Sono cose che capitano – 3:50 (Biagio Antonacci, Ron; edizioni musicali Polygram Dischi S.p.A., Assist srl)
9. Zingarella – 2:28
10. Ma che bella che sei – 4:22
11. Fiore – 5:05
12. Buona notte – 2:58

## Formazione
Musicisti
- Biagio Antonacci – voce, cori (tracce 1, 4, 6, 8 e 10), chitarra acustica (traccia 3)
- Massimo Luca – chitarra acustica (tracce 1-3, 9, 11 e 12), cori (tracce 1 e 8), chitarra classica (traccia 3), chitarra (tracce 5 e 10), chitarra elettrica (tracce 6 e 8)
- Gigi Cappellotto – basso (tracce 1, 6, 8, 10 e 11)
- Ron – programmazione batteria elettronica (tracce 1-5, 10-11), tastiera (tracce 1-6, 8, 10 e 11), basso synth (tracce 2-5), cori (traccia 6), mandolino synth (traccia 7), pianoforte (traccia 8), arpa synth (traccia 9), chitarra acustica (traccia 9 e 12), campanello (traccia 12)
- Vince Tempera – oboe synth (traccia 1), strumenti ad arco synth (tracce 7-9), Hammond C3 (traccia 8), tastiera (traccia 10)
- Ellade Bandini – percussioni (tracce 1-5), batteria (tracce 6, 11)
- Claudio Pascoli – sassofono soprano (tracce 1, 2, 8)
- Piero Cairo – programmazione tastiera (tracce 1-3, 5-6, 8-10)
- Nadia Biondini – cori (tracce 1, 2, 4, 8 e 10)
- Fawsia Selama – cori (tracce 1, 2, 4, 8 e 10)
- Paola Folli – cori (tracce 1, 2, 4, 8 e 10)
- Renzo Meneghinello – cori (tracce 1, 4, 6, 8 e 10), chitarra ritmica (traccia 4)
- Lele Melotti – batteria (tracce 4, 8)
- Pierluigi Michelatti – basso (traccia 5)
- Marco Giambelli – pianoforte e tastiera (traccia 7)
- La brigata degli accio – cori (traccia 12)

Produzione
- Ron – produzione, missaggio (tracce 6 e 11)
- Massimo Luca – produzione, registrazione (traccia 4)
- Vince Tempera – produzione
- Maurizio Fulgenzi – registrazione (traccia 4)
- Ezio De Rosa – registrazione (tracce 6 e 11)
- Roberto Costa – missaggio (tracce 6 e 11)
- Bruno Malasoma – missaggio (traccia 7)